# Rhyssemus horni
Rhyssemus horni är en skalbaggsart som beskrevs av Clouet 1901. Rhyssemus horni ingår i släktet Rhyssemus och familjen Aphodiidae. Inga underarter finns listade i Catalogue of Life.